# Quante volte/Solo noi
Quante volte/Solo noi è un singolo di Mia Martini, pubblicato il 18 settembre 1982 dalla DDD e inserito nell'album Quante volte... ho contato le stelle.

## Descrizione
Scritto dalla stessa Mia Martini e composto da Shel Shapiro, Quante volte fa parte dei grandi successi dell'interprete calabrese, nonché brano di punta dell'album Quante volte... ho contato le stelle.

## Il disco

### Quante volte
(Shel Shapiro, intervista a Rolling Stone, febbraio 2021)

Dopo i grandi consensi ricevuti al Festival di Sanremo, Mia Martini si affida alla produzione dell'ex Rokes Shel Shapiro, già autore di successi per Mina, Ornella Vanoni, Patty Pravo e i Dik Dik, per un'ulteriore e definitivo rilancio.
L'interprete calabrese punta, per la promozione autunnale, su un brano scritto da lei stessa, inizialmente intitolato Danza il vento, per poi diventare nella stesura definitiva Quante volte, brano composto da innovativi ritmi soft-funk, molto in voga all'epoca nelle produzioni discografiche estere e che cominciava a dilagarsi anche nelle produzioni musicali del Belpaese. 
Il testo si sposta dagli schemi tradizionali della canzone d'amore: racconta dei sottili malintesi causati dall'amicizia e dall'amore, che portano inevitabilmente a una ambiguità ben radicata.

### Solo noi
Brano scritto e composto dal fido Maurizio Piccoli (già autore di grandi successi per Mia Martini negli anni '70), Solo noi narra la storia d'amore vista coi suoi alti e i suoi bassi.

## Successo e classifiche
Il disco viene presentato per la prima volta durante la manifestazione canora Vela d'oro, come brano trainante dell'album che sarebbe uscito a ridosso della rassegna: Quante volte... ho contato le stelle. 
Quante volte diviene uno dei maggiori successi di Mia Martini, nonché uno dei brani più rappresentativi degli anni '80: frutto di un'abbondante promozione radio-televisiva (tra cui Discoring, Premiatissima e L'Orecchiocchio), il disco riporta la cantante calabrese ai primi posti della Hit Parade, bissando il riscontro commerciale ottenuto con il singolo sanremese E non finisce mica il cielo.
La DDD inizialmente distribuisce il 45 giri in poche migliaia di copie, ma dopo il suo ingresso nelle classifiche di vendita, la casa discografica si affrettò a ristampare il disco con numero di catalogo invariato e copertina rinnovata. Il vinile viene esportato anche in Germania, dove il successo conseguito induce la Martini a inciderne la relativa versione tedesca, che però rimane inedita. 
Quante volte diviene inoltre un successo anche in Turchia. Nel 1983, la cantante Ajda Pekkan incide una versione turca della canzone, dal titolo Sana dogru, ottenendo un grande successo commerciale.

## Tracce
Lato A
1. Quante volte – 4:17 (testo: Mia Martini – musica: Shel Shapiro)

Lato B
1. Solo noi – 4:31 (testo: Maurizio Piccoli – musica: Maurizio Piccoli)

## Cover
- 1983 - Versione turca incisa da Ajda Pekkan con il titolo Sana dogru e inserita nell'album Superstar '83;
- 2019 - Versione incisa da Aida Cooper e inserita nell'album Kintsugi - Amica Mia, disco tributo a Mia Martini.